# Politique en Dordogne
Le département français de la Dordogne est un département créé le 4 mars 1790 en application de la loi du 22 décembre 1789, à partir de l'ancienne province de Guyenne. Les 503 actuelles communes, dont presque toutes sont regroupées en intercommunalités, sont organisées en 25 cantons permettant d'élire les conseillers départementaux. La représentation dans les instances régionales est quant à elle assurée par 15 conseillers régionaux. Le département est également découpé en 4 circonscriptions législatives, et est représenté au niveau national par quatre députés et deux sénateurs. 

## Représentation politique et administrative

### Préfets et arrondissements

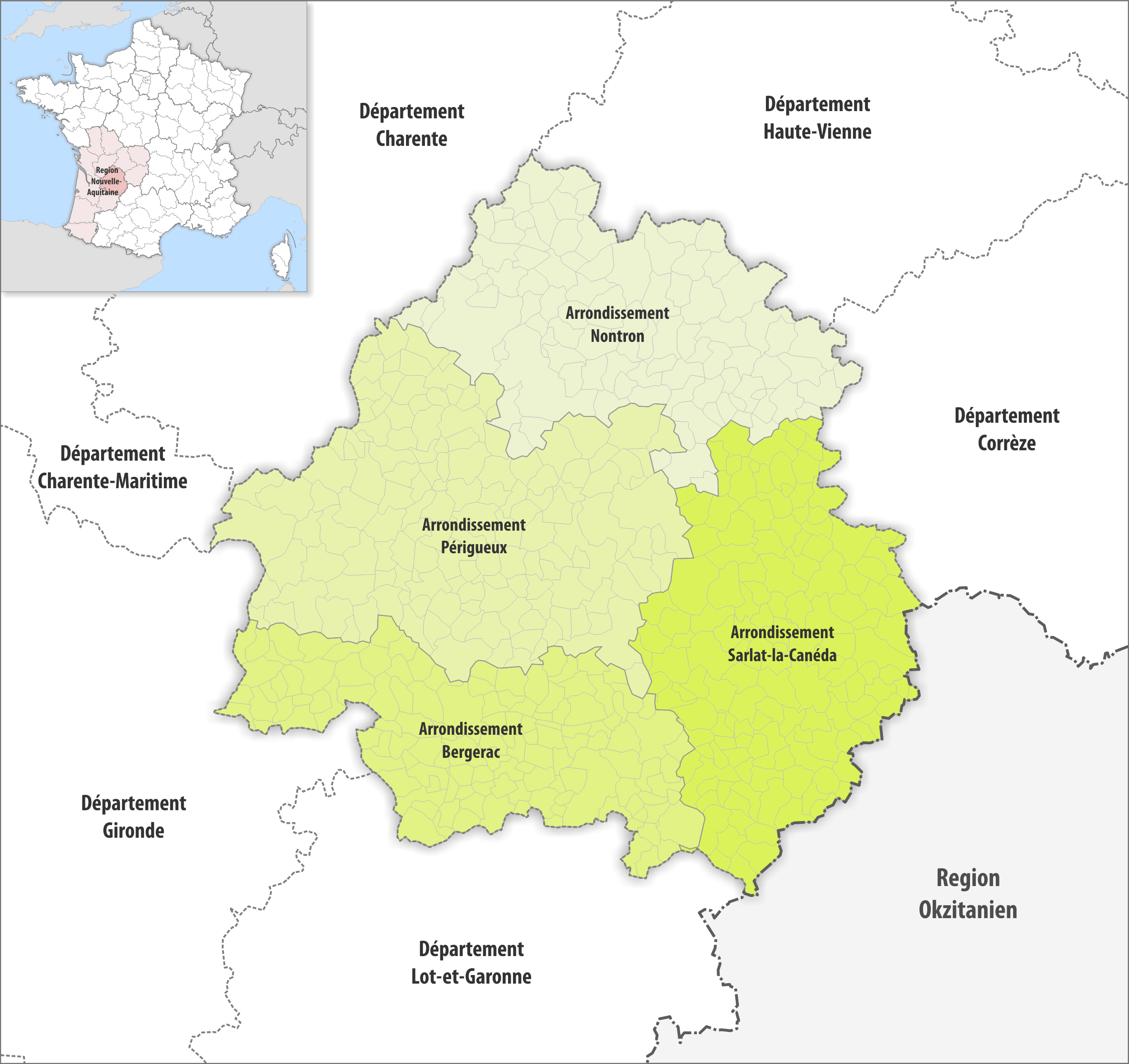
Arrondissements

La préfecture de la Dordogne est localisée à Périgueux. Le département possède en outre deux sous-préfectures à Bergerac, Nontron et Sarlat-la-Canéda. Jusqu'en 1926, le département possédait une sous-préfecture supplémentaire à Ribérac.

### Députés et circonscriptions législatives

Circonscriptions et affiliations à l'issue des élections de 2024.

| Circ. | Nom                |  | Parti | Groupe                 | Suppléant        |
| ----- | ------------------ |  | ----- | ---------------------- | ---------------- |
| 1re   | Nadine Lechon      |  | RN    | Rassemblement national | Nancy Launay     |
| 2e    | Serge Muller       |  | RN    | Rassemblement national | Christian Gerard |
| 3e    | Florence Joubert   |  | RN    | Rassemblement national | Alexandre Ledoux |
| 4e    | Sébastien Peytavie |  | G.s   | Écologiste et social   | Édith Loubiat    |

### Sénateurs
| Nom                    |  | Parti | Groupe                                                  | Autres mandats (passés ou actuels)   |
| ---------------------- |  | ----- | ------------------------------------------------------- | ------------------------------------ |
| Serge Mérillou         |  | PS    | Socialiste, écologiste et républicain                   | Maire de Saint-Agne (1989 → 2020)    |
| Marie-Claude Varaillas |  | PCF   | Communiste, républicain, citoyen et écologiste - Kanaky | Conseillère départementale (2015 → ) |

### Conseillers départementaux

Cantons et affiliations à l'issue des élections de 2021.

| Canton                      | Conseiller sortant         | Parti | Parti | Conseiller élu           | Parti | Parti |
| --------------------------- | -------------------------- | ----- | ----- | ------------------------ | ----- | ----- |
| Bergerac-1                  | Adib Benfeddoul            |       | DVD   | Josie Bayle              |       | DVD   |
| Bergerac-1                  | Gaëlle Blanc               |       | LR    | Christophe Rousseau      |       | DVD   |
| Bergerac-2                  | Frédéric Delmarès          |       | PS    | Frédéric Delmarès        |       | PS    |
| Bergerac-2                  | Cécile Labarthe            |       | PS    | Cécile Labarthe          |       | PS    |
| Brantôme                    | Jeannik Nadal              |       | PS    | Mélanie Célerier         |       | DVG   |
| Brantôme                    | Marie-Pascale Robert-Rolin |       | PS    | Olivier Chabreyrou       |       | PS    |
| Coulounieix-Chamiers        | Mireille Bordes            |       | PS    | Thierry Cipierre         |       | UDI   |
| Coulounieix-Chamiers        | Michel Testut              |       | PS    | Marie-Laure Faure        |       | DVD   |
| Haut-Périgord Noir          | Francine Bourra            |       | LR    | Francine Bourra          |       | LR    |
| Haut-Périgord Noir          | Dominique Bousquet         |       | LR    | Dominique Bousquet       |       | LR    |
| Isle-Loue-Auvézère          | Bruno Lamonerie            |       | PS    | Corinne Ducrocq          |       | PS    |
| Isle-Loue-Auvézère          | Annie Sedan                |       | PS    | Bruno Lamonerie          |       | PS    |
| Isle-Manoire                | Jacques Auzou              |       | PCF   | Jacques Auzou            |       | PCF   |
| Isle-Manoire                | Marie-Claude Varaillas     |       | PCF   | Marie-Claude Varaillas   |       | PCF   |
| Lalinde                     | Marie-Lise Marsat          |       | PS    | Marie-Lise Marsat        |       | PS    |
| Lalinde                     | Serge Mérillou             |       | PS    | Serge Mérillou           |       | PS    |
| Montpon-Ménestérol          | Jacqueline Taliano         |       | PS    | Rozenn Rouiller          |       | DVG   |
| Montpon-Ménestérol          | Jean-Paul Lotterie         |       | PS    | Jean-Michel Sautreau     |       | DVG   |
| Pays de la Force            | Colette Veyssière          |       | PS    | Pascal Delteil           |       | SE    |
| Pays de la Force            | Armand Zaccaron            |       | PCF   | Raphaëlle Lafaye         |       | SE    |
| Pays de Montaigne et Gurson | Thierry Boidé              |       | DVD   | Christel Defoulny        |       | DVD   |
| Pays de Montaigne et Gurson | Christel Defoulny          |       | DVD   | Éric Frétillère          |       | DVD   |
| Périgord central            | Thierry Nardou             |       | PS    | Claudine Faure           |       | DVC   |
| Périgord central            | Marie-Rose Veyssière       |       | PS    | Alain Ollivier           |       | DVC   |
| Périgord vert nontronnais   | Pascal Bourdeau            |       | PS    | Pascal Bourdeau          |       | PS    |
| Périgord vert nontronnais   | Juliette Nevers            |       | PS    | Juliette Nevers          |       | PS    |
| Périgueux-1                 | Natacha Mayaud             |       | LR    | Florence Borgella        |       | LR    |
| Périgueux-1                 | Laurent Mossion            |       | LR    | Laurent Mossion          |       | LR    |
| Périgueux-2                 | Thierry Cipierre           |       | UDI   | Paul Maso                |       | PS    |
| Périgueux-2                 | Joëlle Huth                |       | UDI   | Mireille Volpato         |       | PS    |
| Ribérac                     | Didier Bazinet             |       | PS    | Didier Bazinet           |       | PS    |
| Ribérac                     | Nicole Gervaise            |       | PS    | Catherine Bezac-Gonthier |       | PS    |
| Saint-Astier                | Élisabeth Marty            |       | DVD   | Véronique Chabreyrou     |       | DVG   |
| Saint-Astier                | Pascal Protano             |       | DVD   | Jacques Ranoux           |       | DVG   |
| Sarlat-la-Canéda            | Jean-Fred Droin            |       | PS    | Fabienne Lagoubie        |       | DVG   |
| Sarlat-la-Canéda            | Maryline Flaquière         |       | PS    | Benoît Secrestat         |       | PS    |
| Sud-Bergeracois             | Sylvie Chevallier          |       | PS    | Jérôme Bétaille          |       | PS    |
| Sud-Bergeracois             | Henri Delage               |       | PS    | Sylvie Chevallier        |       | PS    |
| Terrasson-Lavilledieu       | Régine Anglard             |       | PS    | Régine Anglard           |       | PS    |
| Terrasson-Lavilledieu       | Michel Lajugie             |       | PCF   | Michel Lajugie           |       | PCF   |
| Thiviers                    | Michel Karp                |       | PS    | Stéphane Fayol           |       | DVD   |
| Thiviers                    | Colette Langlade           |       | PS    | Isabelle Hyvoz           |       | DVD   |
| Trélissac                   | Christelle Boucaud         |       | PS    | Christelle Boucaud       |       | PS    |
| Trélissac                   | Stéphane Dobbels           |       | PS    | Stéphane Dobbels         |       | PS    |
| Vallée Dordogne             | Brigitte Pistolozzi        |       | PS    | Patricia Lafon-Gauthier  |       | PS    |
| Vallée Dordogne             | Germinal Peiro             |       | PS    | Germinal Peiro           |       | PS    |
| Vallée de l'Isle            | Carline Cappelle           |       | PS    | Carline Cappelle         |       | PS    |
| Vallée de l'Isle            | Jean-Michel Magne          |       | PS    | Jean-Michel Magne        |       | PS    |
| Vallée de l'Homme           | Nathalie Manet-Carbonnière |       | G.s   | Florence Gauthier        |       | PS    |
| Vallée de l'Homme           | Christian Teillac          |       | PS    | Christian Teillac        |       | PS    |

### Conseillers régionaux
Présidence : Alain Rousset (Gironde)
|            | Parti | Siège |
| ---------- | ----- | ----- |
| Majorité   |       |       |
|            | PS    | 7     |
|            | PCF   | 1     |
|            | PRG   | 1     |
| Opposition |       |       |
|            | RN    | 2     |
|            | LR    | 1     |
|            | EELV  | 1     |
|            | LREM  | 1     |

### Maires

Carte des 503 communes de la Dordogne au 1er janvier 2022.

| Commune               | Maire              |  | Parti | Élection | Population |
| --------------------- | ------------------ |  | ----- | -------- | ---------- |
| Bergerac              | Jonathan Prioleaud |  | DVD   | 2020     | 26 833     |
| Boulazac Isle Manoire | Jacques Auzou      |  | PCF   | 2016     | 10 635     |
| Périgueux             | Delphine Labails   |  | PS    | 2020     | 29 966     |